# Flamingoplant
De flamingoplant (Anthurium scherzerianum) is een plant uit de aronskelkfamilie (Araceae). 
De soort wordt net als de lakanthurium (Anthurium andraeanum) veel aangeboden als kamerplant in West-Europa. De flamingoplant is een kruidachtige plant zonder opgaande stengels. Alle bladeren zijn grondstandig en hebben lange stevige stelen. De bladeren zijn tot 30 × 8 cm groot, gespitst, leerachtig en donkergroen.
Het schutblad (spatha) is glad, scharlakenrood en eirond tot hartvormig. De bloeikolf is meestal krom en kan zelfs gewonden zijn. De afzonderlijke bloemen zijn zeer klein en slechts als witte puntjes zichtbaar. De rijp gele, eivormige bessen staan dicht opeen in de bloeikolf.
De flamingoplant komt van nature voor van het Amazonebekken tot in Guatemala.
De flamingoplant kan als kamerplant worden gehouden. Beter kan de plant in een warme kas worden gehouden, omdat de plant het best gedijt bij een hoge relatieve luchtvochtigheid (vanaf 60%), waarbij er ook goed geventileerd wordt.
In de handel worden vaak planten aangeboden onder de naam flamingoplant, die in werkelijkheid hybriden zijn van deze soort en Anthurium williamsii. Deze hybriden hebben witte, oranje of rode schutbladeren.
De plant werd verkozen tot "Bureauplant van het jaar 2010" omdat hij erg makkelijk te houden is en in vrolijke kleuren verkrijgbaar. De jury had dan ook duidelijk de hybride varianten op het oog.